# دم‌خاری شکم‌فندقی
دم‌خاری شکم‌فندقی (نام علمی: Synallaxis zimmeri) گونه‌ای آسیب‌پذیر از پرندگان در زیرتیرهٔ Furnariinae از تیرهٔ تنورمرغان (Furnariidae) و بومی پرو است.